# Gyps
Gyps is een geslacht van vogels uit de familie van de havikachtigen (Accipitridae). De wetenschappelijke naam van het geslacht is voor het eerst geldig gepubliceerd in 1809 door Savigny.

## Soorten
De volgende soorten zijn bij het geslacht ingedeeld:
- Gyps africanus –  Witruggier
- Gyps bengalensis – Bengaalse gier
- Gyps coprotheres – Kaapse gier
- Gyps fulvus – Vale gier
- Gyps himalayensis – Himalayagier
- Gyps indicus – Indische gier
- Gyps rueppelli – Rüppells gier
- Gyps tenuirostris – Dunsnavelgier